# Čarodějka (opera)
Čarodějka (rusky Чародейка) patří mezi nejméně úspěšné opery Petra ljiče Čajkovského. Autorem předlohy a libretistou je Ipollita Špažinskij. Čajkovskij začal na opeře pracovat roku 1884. Její premiéra, kterou skladatel sám řídil, se odehrála 20. října (11. listopadu) 1887 v Mariinském divadle. Ačkoliv sám skladatel považoval tuto svou operu za své nejlepší dílo pro hudební divadlo, bohužel ani veřejnost, ani kritii její hodnotu nedokázali ocenit, což bylo pro skladatele velmi frustrující.

## Charakteristika díla
V díle se zřetelně objevují tři různé styly z nichž patrně nejvýraznější je lyrický erotismus. Scény Natasji s Jurijem patří mezi nejlepší milostnou hudbu, co Čajkovskij napsal. V opeře však mají prostor též dramatické a drsnější tóny rodinných rozporů mezi šlechtici. Velmi živě pak působí velké sborové scény. Sbory a písně jsou tu překvapivě bujné a místy přehluší dramatickou a lyrickou složku díla.

## Inscenační historie v Česku
Scénicky byla tato opery v Česku uvedena pouze v roce 1953 v Ostravě.